# Ейр Юнайтед
«Ейр Юнайтед» (шотл. Ayr United) — професійний шотландський футбольний клуб з міста Ер. Виступає у Шотландському Чемпіоншипі. Домашні матчі проводить на стадіоні «Сомерсет Парк», який вміщує 10 185 глядачів.

## Історія
«Ейр Юнайтед» був утворений в 1910 році, коли Об'єдналися клуби «Ейр Паркгауз» та «Ейр» (утворений шляхом злиття команд «Ейр Тісл» та «Ейр Академікалс» в 1879 році). Їхнє призвісько Чесний чоловік взяте з рядків поеми «Тем О'Шентер» шотландського національного поета Роберта Бернза.
Загалом клуб провів 34 сезони у вищому дивізіоні Шотландії. Останнім став сезон 1977-78. «Ейр Юнайтед» шість разів ставав переможцем другого і двічі третього дивізіонів, проте так і не переміг в жодному з національних зиагань. Найвідомішим та найуспішнішим тренером команди є Аллі Маклауд, який також був тренером збірної Шотландії.